# ادوارد ویکرز
ادوارد ویکرز (انگلیسی: Edward Vickers; ۱ ژانویهٔ ۱۸۰۴ – ۱ ژانویهٔ ۱۸۹۷) کارآفرین، صنعت‌گر و اهالی کسب‌وکار اهل بریتانیا بود، که در سال ۱۸۲۸ شرکت صنایع دفاعی ویکرز را تأسیس کرد.